# جايمي فرينش
جايمي فرينش (بالإنجليزية: Jaime French)‏ هي لاعبة كرة قدم أمريكية، ولدت في 9 نوفمبر 1989 في ويتون في الولايات المتحدة. لعبت مع نادي كانساس سيتي.